# يوم كودو
يوم كودو (باليابانية: 工藤 由夢) (6 يونيو 1990 في كاناغاوا في اليابان – )؛ هو لاعب كرة قدم ياباني سابق كان يلعب كلاعب وسط.

## وصلات خارجية
- يوم كودو على موقع رابطة كرة القدم اليابانية للمحترفين (اليابانية)